# Liste der Kulturdenkmale in Helfenberg (Dresden)
Die Liste der Kulturdenkmale in Helfenberg umfasst sämtliche Kulturdenkmale der Dresdner Gemarkung Helfenberg. Die Anmerkungen sind zu beachten.
Diese Liste ist eine Teilliste der Liste der Kulturdenkmale in Dresden. 

Diese Liste ist eine Teilliste der Liste der Kulturdenkmale in Sachsen.

## Legende
- Bild: Bild des Kulturdenkmals, ggf. zusätzlich mit einem Link zu weiteren Fotos des Kulturdenkmals im Medienarchiv Wikimedia Commons. Wenn man auf das Kamerasymbol klickt, können Fotos zu Kulturdenkmalen aus dieser Liste hochgeladen werden:
- Bezeichnung: Denkmalgeschützte Objekte und ggf. Bauwerksname des Kulturdenkmals
- Lage: Straßenname und Hausnummer oder Flurstücknummer des Kulturdenkmals. Die Grundsortierung der Liste erfolgt nach dieser Adresse. Der Link (Karte) führt zu verschiedenen Kartendiensten mit der Position des Kulturdenkmals. Fehlt dieser Link, wurden die Koordinaten noch nicht eingetragen. Sind diese bekannt, können sie über ein Tool mit einer Kartenansicht einfach nachgetragen werden. In dieser Kartenansicht sind Kulturdenkmale ohne Koordinaten mit einem roten bzw. orangen Marker dargestellt und können durch Verschieben auf die richtige Position in der Karte mit Koordinaten versehen werden. Kulturdenkmale ohne Bild sind an einem blauen bzw. roten Marker erkennbar.
- Datierung: Baubeginn, Fertigstellung, Datum der Erstnennung oder grobe zeitliche Einordnung entsprechend des Eintrags in der sächsischen Denkmaldatenbank
- Beschreibung: Kurzcharakteristik des Kulturdenkmals entsprechend des Eintrags in der sächsischen Denkmaldatenbank, ggf. ergänzt durch die dort nur selten veröffentlichten Erfassungstexte oder zusätzliche Informationen
- ID: Vom Landesamt für Denkmalpflege Sachsen vergebene, das Kulturdenkmal eindeutig identifizierende Objekt-Nummer. Der Link führt zum PDF-Denkmaldokument des Landesamtes für Denkmalpflege Sachsen. Bei ehemaligen Kulturdenkmalen können die Objektnummern unbekannt sein und deshalb fehlen bzw. die Links von aus der Datenbank entfernten Objektnummern ins Leere führen. Ein ggf. vorhandenes Icon  führt zu den Angaben des Kulturdenkmals bei Wikidata.

## Liste der Kulturdenkmale in Helfenberg
| Bild                                    | Bezeichnung                                                    | Lage                                                | Datierung                                                                                     | Beschreibung | ID       |
| --------------------------------------- | -------------------------------------------------------------- | --------------------------------------------------- | --------------------------------------------------------------------------------------------- | --- | -------- |
|                                         | Bauernhaus oder Häusleranwesen                                 | Am Dorfplatz 5 (Karte)                              | 1550/1580 oder um 1580 (Bauernhaus)                                                           | Obergeschoss Fachwerk mit Andreaskreuzen, als Zeugnis der ländlichen Architektur und Volksbauweise seiner Zeit baugeschichtlich bedeutend, wegen seines hohen Alters besonders wertvoll | 09283731 |
| Direkt Bild zu diesem Denkmal hochladen | Handschwengelpumpe                                             | Am Dorfplatz 8 (Karte)                              | 19. Jh. (Handschwengelpumpe)                                                                  | hölzerne Pumpe, mittlerweile selten gewordenes Exemplar, kulturgeschichtlich von Bedeutung | 09283728 |
| Weitere Bilder                          | Sachgesamtheit Rittergut Helfenberg                            | Am Helfenberger Park 1; 2; 3; 4; 5; 6; 7; 8 (Karte) | um 1775 (Rittergut)                                                                           | Sachgesamtheit Rittergut Helfenberg mit den Einzeldenkmalen Herrenhaus mit Relief (Am Helfenberger Park 1), Gutsbrauerei mit Brauereiwohnhaus (Am Helfenberger Park 6/7) und drei Wirtschaftsgebäude wie Ställe, Scheunen und Schuppen, teilweise umgebaut sowie Gutspark einschließlich Resten der Mauer und Zaunspfosten aus Sandstein (Gartendenkmal) (Am Helfenberger Park 2, 3, 4 und 5, siehe Obj. 09283734, gleiche Anschrift), weitere Gebäude als Sachgesamtheitsteile (Am Helfenberger Park 8), einstige Brennerei, Hoffläche, Hofeinfahrt einschließlich Mauerresten und Stützmauerwerk (alles Sachgesamtheitsteile); Herrenhaus/Gutshaus Teil der bemerkenswerten sächsischen Schlösserlandschaft, sein einzigartiger klassizistische Giebel herausragendes Zeugnis des sächsischen und wohl auch des deutschen Klassizismus, ansonsten eines der am geschlossensten erhaltenen Rittergüter Dresdens, Anlage baugeschichtlich, ortsgeschichtlich und künstlerisch bedeutend | 09302039 |
| Weitere Bilder                          | Einzeldenkmale der Sachgesamtheit Rittergut Helfenberg         | Am Helfenberger Park 1; 2; 3; 4; 5; 6; 7 (Karte)    | um 1775 (Gutsbrauerei), 1775 Dendro (Herrenhaus), um 1800 (Wirtschaftsgebäude), 1788 (Relief) | Einzeldenkmale der Sachgesamtheit Rittergut Helfenberg: Herrenhaus mit Relief (Am Helfenberger Park 1), Gutsbrauerei mit Brauereiwohnhaus (Am Helfenberger Park 6/7) und drei Wirtschaftsgebäude wie Ställe, Scheunen und Schuppen, teilweise umgebaut (Am Helfenberger Park 2, 3, 4 und 5) sowie Gutspark einschließlich Resten der Mauer und Zaunspfosten aus Sandstein (siehe Obj. 09302039, gleiche Anschrift); Herrenhaus/Gutshaus Teil der bemerkenswerten sächsischen Schlösserlandschaft, sein einzigartiger klassizistische Giebel herausragendes Zeugnis des sächsischen und wohl auch des deutschen Klassizismus, ansonsten eines der am geschlossensten erhaltenen Rittergüter Dresdens, Anlage baugeschichtlich, ortsgeschichtlich und künstlerisch bedeutend | 09283734 |
| Weitere Bilder                          | Weinpresse Helfenberg                                          | An der Försterei 2 (Karte)                          | 1. Viertel 19. Jh. (Presshaus)                                                                | Presshaus mit Torpfeiler, Einfriedungs- und Stützmauern sowie diversen Treppen, dazu die Pressallee, das südwestlich des Anwesens gelegene befestigte Aussichtsplateau einschl. Zuwegung und die Weinbergsmauern in der Umgebung; Hauptgebäude (ehem. Presshaus und späteres Jagdhaus) mit Turmanbau, wichtiges Beispiel der Architekturentwicklung im 19. Jahrhundert, erinnert als einstiges Jagdhaus der Landesfürsten zudem an die ausgeprägte Jagdleidenschaft der beiden letzten sächsischen Könige, insbesondere an Friedrich August III, baugeschichtlich, ortsgeschichtlich und personengeschichtlich sowie künstlerisch bedeutend | 09283744 |
| Weitere Bilder                          | Wohnhaus und Nebengebäude                                      | Eichbuscher Ring 1 (Karte)                          | 1. Hälfte 19. Jh. (Bauernhaus)                                                                | ländliches Anwesen, Giebel des Wohnhauses verschiefert, jener am Nebengebäude verbrettert, Zeugnis der Architektur seiner Zeit, baugeschichtlich von Belang | 09283733 |
|                                         | Wohnhaus und Scheune                                           | Eichbuscher Ring 3 (Karte)                          | um 1850 (Bauernhaus)                                                                          | ländliches Anwesen, Wohnhaus Obergeschoss Fachwerk verbrettert, Scheune Fachwerk, Zeugnis der Architektur seiner Zeit, baugeschichtlich von Belang | 09283732 |
|                                         | Weinbergsmauern                                                | Helfenberger Grund (Karte)                          | 18. Jh. (Weinbergmauer)                                                                       | Weinberge Ende 19. Jahrhundert aufgegeben, ortsgeschichtlich | 09283745 |
| Weitere Bilder                          | Ruine                                                          | Helfenberger Grund (Karte)                          | Spätmittelalter (Befestigungsteil)                                                            | Rest einer mittelalterlichen Talspornbefestigung, geschichtlich bedeutend. Hinweis: Die Lage der Burgruine ist in der Denkmalliste (Karte) falsch eingetragen. | 09283742 |
|                                         | Weinbauernhaus oder Winzerhaus mit Weinbergsmauern             | Helfenberger Grund 1 (Karte)                        | 1774 Dendro (Winzerhaus), 1825 Dendro (Anbau)                                                 | hinterer Teil mit Fachwerk älter, als Zeugnis des Weinanbaus im Elbtal geschichtlich bedeutend | 09283743 |
|                                         | Chemische Fabrik Helfenberg (ehem.)                            | Helfenberger Grund 8; 8b (Karte)                    | um 1890 (Fabrikantenvilla), um 1890 (Verwaltungsgebäude)                                      | Fabrikantenvilla mit Unterbau, diversen Stützmauern, Zaun, Empfangs- oder Verwaltungsgebäude, Sockel eines Pavillons und Toranlage; repräsentative historisierende Baugruppe mit Fachwerkzier, die Villa im Stil der Deutschen Renaissance errichtet, mit Runderker, stiltypischem Bauschmuck, wie Fächerrosetten, Beschlagwerk, Säulen am Eingang und Eckquaderungen, baugeschichtlich und erstere auch künstlerisch bedeutend, als Teile der einstigen Chemischen Fabrik von Eugen Dieterich auch ortsgeschichtlich wertvoll | 09283741 |
|                                         | Pumpstation                                                    | Helfenberger Grund 11 (neben) (Karte)               | 2. Hälfte 19. Jh. (Pumpenhaus)                                                                | markanter Wasserbau des späten 19. Jahrhunderts, gotisierend, erinnert an den Beginn einer modernen Wasserversorgung in Helfenberg, orts- und technikgeschichtlich bedeutend, zudem wegen der Bauaufgabe und der Gestaltung baugeschichtlich von Belang | 09283739 |
| Weitere Bilder                          | Keppmühle                                                      | Keppgrund 6 (Karte)                                 | bezeichnet 1781 (Mühle)                                                                       | Mühlengebäude und Scheune; ehemals Getreidemühle mit zwei Anbauten, bezeichnet 1781 im Korbbogen, bemerkenswerter Fachwerkbau, neben Zschonermühle markantester Bau dieser Art in Dresden, Aufenthaltsort von Carl Maria von Weber, baugeschichtlich, ortsgeschichtlich und personengeschichtlich von Bedeutung | 09283747 |
| Weitere Bilder                          | Denkmal für die Gefallenen des Ersten Weltkrieges              | Rockauer Ring (Karte)                               | nach 1918 (Kriegerdenkmal)                                                                    | Sockel mit Stele und Knospe, ortsgeschichtlich von Bedeutung | 09283721 |
|                                         | Lindenschänke                                                  | Rockauer Ring 19 (Karte)                            | bezeichnet 1830 (Gasthof)                                                                     | Landhotel mit rückwärtigem hölzernem Verandaanbau; Obergeschoss Fachwerk, der westliche, versetzte Flügel ist ein Neubau um 1995, Anwesen ortsgeschichtlich bedeutend, zudem bauliches Zeugnis seiner Zeit | 09283726 |
|                                         | Wohnhaus eines Bauernhofes und Handschwengelpumpe              | Rockauer Ring 22 (Karte)                            | bezeichnet 1798 (Bauernhaus)                                                                  | Obergeschoss Fachwerk verputzt, bezeichnet 1798 im Türstock, charakteristischer ländlicher Bau seiner Zeit, baugeschichtlich bedeutend | 09283725 |
|                                         | Wohnstallhaus eines Zweiseithofes mit Hofmauer und Hofeinfahrt | Rockauer Ring 23 (Karte)                            | nach 1800 (Wohnstallhaus)                                                                     | charakteristischer ländlicher Bau seiner Zeit mit Krüppelwalmdach und Weinspalier, baugeschichtlich bedeutend | 09283727 |